# Massimo Mutarelli

Massimo Mutarelli (Como, 13 de janeiro de 1978) é um futebolista italiano que atualmente joga na Bologna.